# Borovnjak Veli
Borovnjak Veli je nenaseljeni hrvatski jadranski otočić u Kakanskom kanalu, sjeverno od otoka Kakana. U neposrednom susjedstvu su otoci Kakan, prema jugozapadu, udaljen oko 100 metara i Borovnjak Mali, oko 100 metara jugoistočno.
Njegova površina iznosi 0,234 km². Dužina obalne crte iznosi 1,81 km.